# David Ochterlony Dyce Sombre
David Ochterlony Dyce Sombre, né le 18 décembre 1808 à Sardhana en Inde et mort le 1er juillet 1851 à Londres, est un aristocrate et excentrique anglo-indien devenu brièvement député au Parlement du Royaume-Uni.

## Biographie
David Sombre est le fils du colonel George Alexander Dyce, d'ascendance écossaise et indienne, et est l'arrière-petit-fils du mercenaire européen Walter Reinhardt Sombre et de la première épouse indienne de celui-ci. La deuxième épouse de Walter Reinhardt Sombre, Farzana Sombre dite la « Bégum Samru », est la souveraine de la principauté de Sardhana. Elle fait de David Sombre son fils adoptif et l'héritier de ses terres et de sa fortune ; le jeune homme grandit dans le luxe de la cour, et devient obèse. La Compagnie britannique des Indes orientales ne le reconnaît toutefois pas comme souverain de Sardhana, et le Royaume-Uni annexe ce territoire à la mort de Farzana Sombre en 1836. David Sombre, qui hérite toutefois de la fortune familiale, part pour Londres pour obtenir des tribunaux la restitution de ses terres,.
Il n'y parvient pas, mais épouse en 1840 la fille d'un vicomte anglais, et aux élections législatives de 1841 il est élu député de la ville de Sudbury à la Chambre des communes, sous les couleurs du Parti whig. De peau relativement sombre, il est le premier Asiatique élu au Parlement britannique, et peut-être le premier député issu d'une minorité visible, conjointement avec Henry Redhead Yorke, métis antillais élu cette même année. (John Stewart, élu en 1832, était peut-être métis également.) L'élection de David Sombre est toutefois annulée en avril 1842 pour corruption électorale,,,.
Élevé à la fois dans la foi catholique et dans les traditions indiennes, il tente d'imposer à son épouse la coutume de purdah, et donc de lui interdire d'interagir avec des hommes. Il acquiert la conviction, probablement erronée, qu'elle lui est fréquemment infidèle, et il tente sans succès de provoquer en duel ses amants supposés, dont les héros militaires Arthur Wellesley, duc de Wellington et James Brudenell, comte de Cardigan mais aussi des employés de maison. Il tente également de provoquer en duel son épouse elle-même. Ses excentricités incluant également le fait d'uriner en public et sa conviction que des djinns maléfiques tentent de s'emparer de son âme, sa belle-famille parvient à le faire déclarer non compos mentis, c'est-à-dire ayant perdu la raison. Sa réputation a également été entachée par sa fréquentation de nombreuses prostituées, sa forte consommation d'alcool et son addiction aux jeux d'argent ; une nuit, il se brûle grièvement les pieds en s'effondrant ivre tout près d'une cheminée. Il est interné dans un asile à Liverpool, et sa belle-famille prend le contrôle de sa fortune,,.
En septembre 1843 il s'évade, quitte le Royaume-Uni et se réfugie à Paris. Là, il obtient les attestations de dizaines de médecins affirmant qu'il n'est pas fou, rédige et distribue un livre de 591 pages censé démontrer qu'il est sain d'esprit, et entame à distance une procédure judiciaire pour tenter de recouvrer ses biens. Il meurt à l'âge de 42 ans dans « un hôtel bon marché » à Londres, d'une septicémie à l'un de ses pieds brûlés, en poursuivant sans succès ces efforts,.